# Marleen Barth

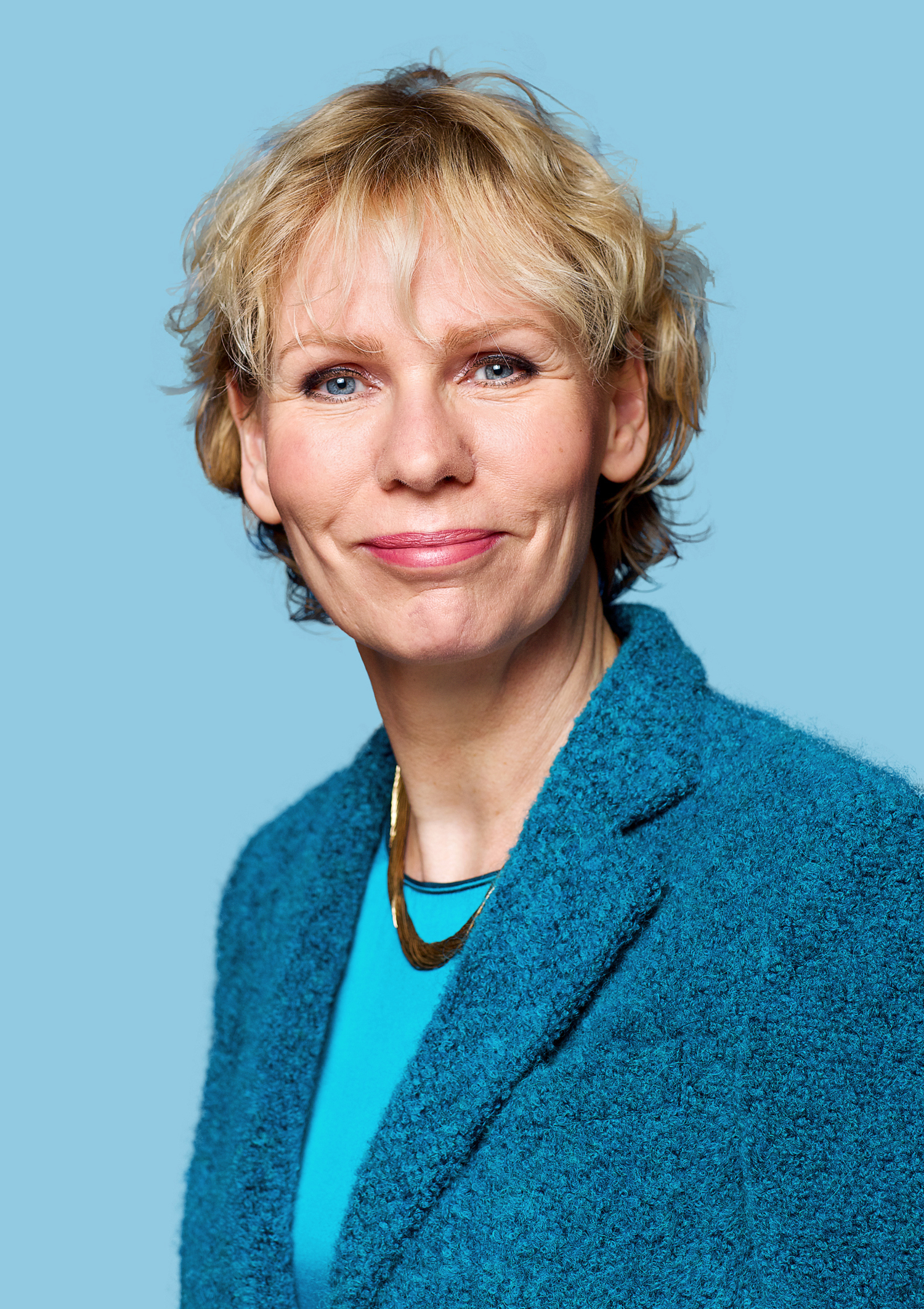
Marleen Barth

Marleen Barth (* 21. März 1964 in Den Helder) ist eine niederländische Politikerin der Partij van de Arbeid.

## Leben
Barth absolvierte eine Ausbildung zur Journalistin und studierte Politikwissenschaften an der Universität Amsterdam. Sie wurde Mitglied der Partij van de Arbeid und trat in eine Gewerkschaft ein. Von 1990 bis 1997 war Barth als Parlamentsreporterin für die niederländische Zeitung Trouw tätig. Vom 19. Mai 1998 bis 23. Mai 2002 war Barth Abgeordnete in der Zweiten Kammer der Generalstaaten. Seit 2008 ist Barth Vorsitzende der GGZ Nederland, dem niederländischen Fachverband für psychische Gesundheit und Suchthilfe. 
Seit 7. Juni 2011 ist Barth Abgeordnete in der Ersten Kammer und als Nachfolgerin von Han Noten Vorsitzende ihrer Fraktion. Barth ist mit dem Politiker Jan Hoekema verheiratet, der seit 2007 Bürgermeister von Wassenaar ist, und lebt mit ihm in Wassenaar. 